# استفانو مامارلا
استفانو مامارلا (ایتالیایی: Stefano Mammarella؛ زادهٔ ۲ فوریهٔ ۱۹۸۴) بازیکن فوتسال اهل ایتالیا است.
وی همچنین در تیم ملی فوتسال Italy بازی کرده‌است.